# Mala Prespa

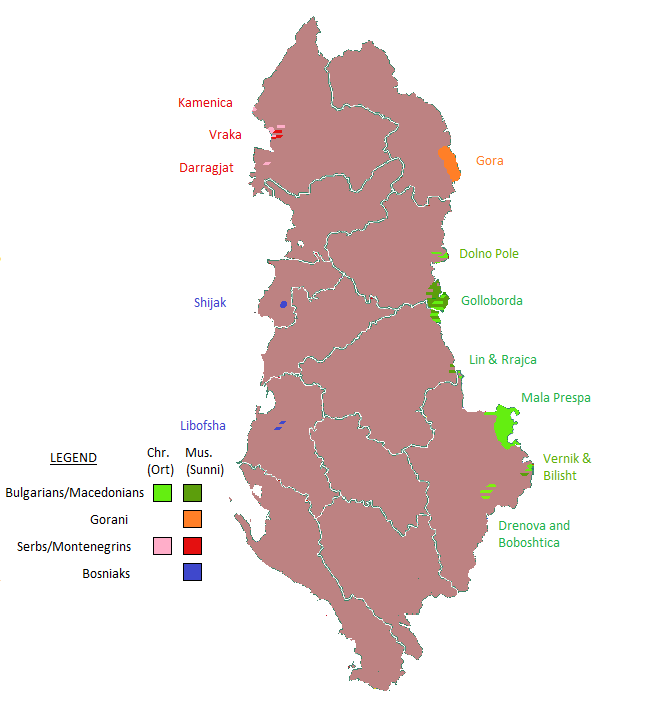
Mała Prespa (kolor jasnozielony) na mapie Albanii

Mala Prespa – obszar w południowo-wschodniej Albanii zamieszkany przez Albańczyków i Macedończyków, graniczący z Grecją i Macedonią Północną. Stanowi część regionu historyczno-geograficznego Macedonia. Macedończycy zamieszkują miejscowości Pustec, Sulin, Leska, Zrnovsko, Cerje, Gorna i Dolna Gorica, Tuminec, Globocani, zrzeszeni są w towarzystwie Prespa.